# Лоухи (посёлок городского типа)
Ло́ухи (карел. Louhi) — посёлок городского типа, административный центр Лоухского района Республики Карелия.

## География
Посёлок расположен на севере Карелии в 550 км от Петрозаводска среди лесных озёр, среди которых — крупная система озёр Кереть.

### Районы посёлка
- Центр;
- Вокзал;
- Автобаза;
- Горка;
- Паротурбина;
- СУ (РСУ);
- ДРСУ;
- Паново;
- Кладбище;
- Совхоз;
- Военный городок;
- Дачный.

## Этимология
Название посёлка означает «скопление скал». Оно также часто соотносится с именем героини карело-финского эпоса «Калевала», колдуньей Лоухи, образ которой изображён на гербе и флаге посёлка и Лоухского района.
Ср. карельское louheikko, louhikko «груда, куча камней»; финское louhi «глыба, скала», louhos «каменоломня, карьер», louhia «разрабатывать, добывать, взрывать скалу».

## Климат
Климат посёлка умеренный, с продолжительной зимой и очень коротким прохладным летом. Он формируется под воздействием северных морей и переносов воздушных масс с Атлантики в условиях малого количества солнечной радиации. Средняя температура февраля — −12,2 °C, июля — +14,4 °C.
Полярный день длится 20 дней — с 11 июня по 1 июля.
- Среднегодовая температура воздуха — 0,2 °C.
- Относительная влажность воздуха — 78,7 %.
- Средняя скорость ветра — 3,2 м/с.

| Среднесуточная температура воздуха в Лоухи по данным NASA | Среднесуточная температура воздуха в Лоухи по данным NASA | Среднесуточная температура воздуха в Лоухи по данным NASA | Среднесуточная температура воздуха в Лоухи по данным NASA | Среднесуточная температура воздуха в Лоухи по данным NASA | Среднесуточная температура воздуха в Лоухи по данным NASA | Среднесуточная температура воздуха в Лоухи по данным NASA | Среднесуточная температура воздуха в Лоухи по данным NASA | Среднесуточная температура воздуха в Лоухи по данным NASA | Среднесуточная температура воздуха в Лоухи по данным NASA | Среднесуточная температура воздуха в Лоухи по данным NASA | Среднесуточная температура воздуха в Лоухи по данным NASA | Среднесуточная температура воздуха в Лоухи по данным NASA |
| Янв                                                       | Фев                                                       | Мар                                                       | Апр                                                       | Май                                                       | Июн                                                       | Июл                                                       | Авг                                                       | Сен                                                       | Окт                                                       | Ноя                                                       | Дек                                                       | Год                                                       |
| −12,0 °C                                                  | −12,2 °C                                                  | −8,6 °C                                                   | −1,9 °C                                                   | 4,4 °C                                                    | 10,8 °C                                                   | 14,4 °C                                                   | 12,3 °C                                                   | 7,0 °C                                                    | 0,6 °C                                                    | −5,0 °C                                                   | −8,9 °C                                                   | 0,2 °C                                                    |
| --------------------------------------------------------- | --------------------------------------------------------- | --------------------------------------------------------- | --------------------------------------------------------- | --------------------------------------------------------- | --------------------------------------------------------- | --------------------------------------------------------- | --------------------------------------------------------- | --------------------------------------------------------- | --------------------------------------------------------- | --------------------------------------------------------- | --------------------------------------------------------- | --------------------------------------------------------- |

## Гидрография
Считается, что именно в Лоухском районе сосредоточено наибольшее число карельских озёр. Среди них — озёрная система Кереть, которую образуют озеро Кереть, Белое озеро и река Кереть. Огромное количество мысов и островов разделяет озёрную систему на обособленные озёра-кластеры. В самом посёлке четыре озера: Банное, Паново, Белая Ламбина и Грязное.
Оз. Банное находится на востоке посёлка Лоухи, в квартале «паротурбины». Вдоль него проходит улица Комсомольская. Улица отделена от посёлка железной дорогой, и на ней нет никакого автомобильного движения.
Оз. Паново находится в черте посёлка, на его западном берегу расположены кварталы «Зверосовхоз Лоухский» и «ДРСУ». Побережье застроено частными домиками, вдоль него много огородных хозяйств. Излюбленное место для купания детей. Забор чистой воды для нужд жителей ведётся из озера Кереть.
Подступы к небольшому оз. Белое (Ламбина) сильно заболочены.
Оз. Грязное, как и все остальные, находится в черте посёлка. На его побережье расположен квартал «АТП». Несмотря на своё название, пользуется спросом у местных жителей для активного отдыха на побережье. Озеро расположено ближе всего к центру посёлка.

## История
Посёлок имеет отношение к памятнику мировой культуры — эпосу «Калевала». Согласно эпосу, в этих местах жила Старуха Лоухи, хозяйка Похъёлы.
Официальное начало он берёт с 1913 года, в связи со строительством Мурманской железной дороги (основан как железнодорожная станция).
В 1926 году в селе Лоухи была создана первая в Карелии сельскохозяйственная опытная станция для изучения возможности развития сельского хозяйства на заболоченных и мелиорированных землях севера республики.
В 1941—1942 гг. в этих краях шли жестокие бои между войсками Вермахта и Красной Армии, в которых принимала участие 23-я гвардейская стрелковая дивизия, оборонявшая станцию Лоухи. 
В 1944 году село Лоухи получило статус посёлка городского типа.
Последние годы в начале августа празднуется День посёлка. В 2007—2008 годах в посёлке в этот же день проходил праздник-капустник «Старуха Лоухи — вернём доброе имя». По мысли его устроителей, Старуха Лоухи была не злой ведьмой, а настоящей хозяйкой, радеющей о благе своего народа.
С 1989 года п. Лоухи является побратимом финского Куусамо.

## Население
| 1939  | 1959  | 1970  | 1979  | 1989  | 2002  | 2009  |
| ----- | ----- | ----- | ----- | ----- | ----- | ----- |
| 2076  | ↗6107 | ↘5376 | ↗5548 | ↗6405 | ↘5920 | ↘5238 |
| 2010  | 2012  | 2013  | 2014  | 2015  | 2016  | 2017  |
| ↘4772 | ↘4545 | ↘4361 | ↘4211 | ↘4129 | ↘4080 | ↘4053 |
| 2018  | 2019  | 2020  | 2021  | 2023  |       |       |
| ↘3971 | ↘3867 | ↘3825 | ↘3709 | ↘3617 |       |       |

## Известные жители
- Шатилова, Татьяна Юрьевна (род. в 1947 г.) — народная артистка Российской Федерации.

## Инфраструктура
Здравоохранение
Центральная районная больница. Открыта в феврале 1965 года
Экономика
На территории районного центра находятся следующие предприятия:
- дорожный ремонтно-строительный участок;
- «Ремстройреконструкция»;
- предприятия железнодорожного транспорта (ПМС-283 Октябрьской железной дороги);
- филиал АО «Ростелеком»;
- отделение почтовой связи;
- лесхоз;
- торговые предприятия — ООО «ЛИДЕР» (элитный алкоголь, карельская вино-водочная продукция), Лоухское райпо, ООО «Лес», пункт выдачи интернет-магазина «OZON», супермаркеты: «Пятёрочка», "
- «Магнит», «Красное&Белое», пункт выдачи интернет-магазина «Wildberries».
- предприятия ЖКХ;
- электросетевой участок;
- предприятие бытового обслуживания;
- отделение Сбербанка России;
- газовое хозяйство.

## Культура и образование
В посёлке действуют дом культуры, дом детского творчества, библиотека, детская библиотека. Учреждения образования представлены начальной, средней, вечерней и музыкальной школами, а также ДЮСШ.
Мемориально-краеведческий музей.
Издаётся две районных газеты: «Наше Приполярье» и «ЛОУХИ.РУ».

## Религия
- Православная церковь Серафима Саровского[26]
- Дом молитвы христиан евангелистской веры

## Транспорт
Вблизи посёлка с севера на юг проходит автомобильная дорога Р21 (E 105) Мурманск — Санкт-Петербург. На запад от неё идёт трасса 86К-127 Лоухи — Пяозерский — Суоперя и далее через МАПП Суоперя — Куусамо в Финляндию в Куусамо.
Раз в сутки ходит междугородний автобус № 503 по маршруту Петрозаводск — Лоухи — Пяозерский.
Железнодорожная станция на линии Петрозаводск — Мурманск. На станции останавливаются поезда дальнего следования. Ежедневно, кроме воскресенья, ходит пригородный электропоезд Кандалакша — Лоухи.
От станции «Лоухи» на запад отходит железнодорожная ветка длиной 110 км до станции Пяозеро, но пассажирского сообщения на этом участке нет.

## Памятники истории
- Мемориальный комплекс павшим в годы Великой Отечественной войны. В братской могиле похоронено 869 воинов Карельского фронта[28]. В братской могиле захоронен Герой Советского Союза, лётчик Николаенков А. И. (1920—1943)[29].
- Братская могила 44-х воинов Карельского фронта (13-й км шоссе Лоухи—Кестеньга)[30]. в 1956 году на могиле была установлена скульптура скорбящей матери с венком в руках[29].
- Памятник на рубеже обороны, где было остановлено наступление финских войск в 1941 году (45-й км шоссе Лоухи—Кестеньга). В 1969 году здесь было установлено на высоком бетонном постаменте 76-мм боевое орудие[29].